# Parc éolien de Greater Gabbard
Greater Gabbard est un parc éolien d’une capacité de 500 MW. Il est situé sur les bancs de sable (Inner Gabbard, Galloper banks) à 23 km au large des côtes du Suffolk, en Angleterre, pour un coût compris entre 650 millions et 1 500 millions de livres sterling selon les sources (800–1 800 millions d’euros ; l’estimation supérieure compte la connexion du parc au réseau électrique). La production électrique prévue du parc éolien est d’environ 1 900 GWh, ce qui correspond à un facteur de charge de 43 %.

## Historique
Le projet a été accepté en mai 2008. Les premières fondations ont été installées durant l’automne 2009, et la première éolienne a été érigée durant le printemps 2010. Les activités de construction ont commencé dans les terres au début du mois de juillet 2008 à Sizewell, où 107 turbines Siemens SWT-3.6 doivent être livrées entre 2009 et 2010,. Le premier MWh électrique a été produit le 29 décembre 2010. En avril 2011, 108 des 140 turbines étaient érigées. La construction du parc a été achevée en septembre 2012.
Une extension du projet, nommée Galloper, devrait faire l’objet d’une décision courant 2012.